# تاسیسات مخابراتی
بر پایه استاندارد فدرال ۱۰۳۷سی تاسیسات مخابراتی به گونه زیر تعریف می‌شود:
1. یک سازه ثابت، متحرک، یا قابل جابجایی، شامل ۱) همه سیم‌کشی‌ها، کابل‌کشی‌ها، و تجهیزات برقی و الکترونیکی و ۲) همه سازه‌های پشتیبانی، مانند ابزار، شبکه زمینی، و سازه‌های پشتیبانی برقی
2. یک سرویس فراهم شده از طریق شبکه به کاربر یا مدیر عملیاتی شبکه
3. یک مسیر انتقال و تجهیزات مرتبط با آن
4. در یک پروتکل ارتباطی قابل اجرا بر یک واحد داده، مانند بلوک یا فریم، یک مورد اطلاعات اضافی یا یک محدودیت کدگذاری شده در یک پروتکل برای فراهم‌آوری کنترل‌های لازم
5. یک واحد املاک و مستغلات که یک یا چند ساختمان، سازه، سامانه آب و برق، پیاده‌رو، و زمین زیر آن تشکیل شده باشد.

## در کانادا
بر پایه قانون فدرال کانادا و استان کبک، تاسیسات مخابراتی با هدف پرداخت مالیات کالا و خدمات اینگونه تعریف می‌شوند: "هر گونه تاسیسات، تجهیزات، یا هر چیز دیگری (مانند سیم، بی‌سیم، کابل برق، فیبر نوری، یا دیگر سامانه‌های الکترومغناطیسی، یا هر سامانه فنی مشابه، یا بخشی از آنکه می‌شود یا می‌توان از آن در مخابرات استفاده کرد." این تعریف گسترده‌ای است که تجهیزات زیادی از ماهواره مخابراتی و ایستگاه زمینی گرفته تا تلفن و دورنگار را در بر می‌گیرد. نتیجه این تعریف گسترده این است که حتی یک سوکت ساده و کوچک شبکه محلی نیز تجهیزات مخابراتی به شمار آمده و برای آن مالیات گرفته می‌شود.